# Verbandsgemeinde Kirchheimbolanden
Verbandsgemeinde Kirchheimbolanden – gmina związkowa w Niemczech, w kraju związkowym Nadrenia-Palatynat, w powiecie Donnersberg. Siedziba gminy związkowej znajduje się w mieście Kirchheimbolanden.

## Podział administracyjny
Gmina związkowa zrzesza 16 gmin, w tym jedną gminę miejską (Stadt):
1. Bennhausen
2. Bischheim
3. Bolanden
4. Dannenfels
5. Gauersheim
6. Ilbesheim
7. Jakobsweiler
8. Kirchheimbolanden
9. Kriegsfeld
10. Marnheim
11. Mörsfeld
12. Morschheim
13. Oberwiesen
14. Orbis
15. Rittersheim
16. Stetten